# ベン・ジョンソン (サッカー選手)
ベンジャミン・アンソニー（ベン）・ジョンソン（Benjamin Anthony "Ben" Johnson, 2000年1月24日 - ）は、イングランド・ロンドン・ウォルサム・フォレスト区出身のサッカー選手。イプスウィッチ・タウンFC所属。ポジションはDF。

## クラブ経歴

### ウエストハム
7歳の時にウェストハム・ユナイテッドFCのユースアカデミーに入団。2016年にU-18チームに昇格し、2016-17シーズンは同ユースリーグで22試合に出場。翌2017-18シーズンはU-23などを通り越して一気にトップチームに昇格。2017年10月3日のマンチェスター・シティFC戦にベンチ入りした。2019年2月27日の同じくマンチェスター・シティ戦で、プレミアリーグデビュー戦で先発出場するも、試合は0-1で敗退。翌2019-20シーズンも当初はユースリーグでプレーしていたものの、2020年6月以降トップチームに定着。7月17日のワトフォードFC戦で同シーズン初出場。同シーズンで残留争いを演じていた直接相手に3-1で勝利。以後の2試合も先発で起用され、プレミアリーグ残留に貢献した。

### イプスウィッチ
2024年7月1日、イプスウィッチ・タウンFCに4年契約で移籍。

## 人物
- 元イングランド代表のポール・パーカーの甥にあたり、レドリー・キングは従兄弟にあたる[4]。
- 2020年7月、地元の『90min』というメディアから、2020-21シーズンのプレミアリーグで大化けする若手選手の一人として紹介された[5]。